# WrestleMania 31
WrestleMania 31 è stata la trentunesima edizione dell'omonimo evento in pay-per-view prodotto annualmente dalla WWE. L'evento si è svolto il 29 marzo 2015 presso il Levi's Stadium di Santa Clara (California).

## Storyline
Alla Royal Rumble, Brock Lesnar ha difeso con successo il WWE World Heavyweight Championship contro John Cena e Seth Rollins in un Triple Threat match, mentre il Royal Rumble match è stato vinto da Roman Reigns: i due quindi si sarebbero dovuti sfidare al main event di WrestleMania per il titolo. Tuttavia, nella puntata di Raw del 2 febbraio, è stato deciso dall'Authority che Reigns avrebbe dovuto mettere il suo status di primo sfidante in palio a Fastlane, con Reigns che ha accettato; più tardi quella sera Daniel Bryan ha sconfitto Rollins, ottenendo il diritto di affrontare Reigns al pay-per-view. A Fastlane, Reigns ha vinto il match, ottenendo definitivamente l'opportunità di sfidare Lesnar.
Il 23 novembre 2014, alle Survivor Series, Sting ha fatto la sua prima apparizione nella WWE interferendo nel main event, attaccando Triple H e aiutando Dolph Ziggler a schienare Rollins, dando la vittoria al Team Cena e causando l'estromissione al potere dell'Authority, che era stata messa come seconda stipulazione del match. Il 19 gennaio 2015, Sting ha fatto il suo debutto a Raw apparendo durante il main event, un 3-on-1 handicap match tra John Cena e il team formato da Big Show, Kane e Seth Rollins: le luci nell'arena si sono oscurate mentre Sting ha raggiunto lo stage indicando l'Authority (che è intanto ritornata al potere) che era a bordo ring; la distrazione ha permesso a John Cena di schienare Rollins per la vittoria, facendo riottenere il lavoro ai licenziati (kayfabe), Ziggler, Erick Rowan e Ryback. Il 26 gennaio, sul sito ufficiale della WWE è stato annunciato che Triple H avrebbe avuto un confronto verbale con Sting in un faccia a faccia a Fastlane. Il 9 febbraio a Raw, Triple H ha invitato Sting sul ring per accettare la sua sfida; le luci si sono spente e un gruppo di seguaci di Sting è apparso intorno e dentro all'arena illuminati dalle luci, mentre un video messaggio appariva sul titantron affermando che Sting accettava la sfida di Triple H. A Fastlane, i due hanno un faccia a faccia fino a quando Triple H ha attaccato Sting, il quale ha però preso il sopravvento tenendo Triple H sotto tiro con la sua mazza da baseball, per poi indicare il logo di WrestleMania con Triple H che ha accettato la sfida. Più tardi quella sera è stato annunciato che Triple H avrebbe affrontato Sting a WrestleMania 31.
Sin dal febbraio 2015, Bray Wyatt ha cominciato a realizzare alcuni promo criptici, apparentemente indirizzati a The Undertaker, fino a Fastlane, dove lo ha ufficialmente sfidato. Nella puntata di Raw del 9 marzo, Undertaker ha accettato la sfida di Wyatt per un match a WrestleMania 31 dando fuoco alla sedia a dondolo di Wyatt, senza però fare alcuna apparizione.
Nella puntata di Raw del 23 febbraio è stata annunciata la seconda annuale battle royal dedicata alla memoria di André the Giant che si sarebbe svolta a WrestleMania. The Miz, Curtis Axel e Ryback sono stati i primi ad annunciare la loro partecipazione al match.
Il 26 febbraio, la WWE ha annunciato che Bad News Barrett dovrà difendere l'Intercontinental Championship in un Ladder match, a più uomini, a WrestleMania 31. Tra la puntata di Raw del 2 marzo e la puntata di SmackDown del 12 marzo, R-Truth, Dean Ambrose, Luke Harper, Dolph Ziggler, Stardust e Daniel Bryan sono stati aggiunti a tale match.
Il 22 febbraio, a Fastlane, Rusev ha difeso con successo lo United States Championship contro John Cena. Cena ha poi tentato di avere una rivincita per WrestleMania 31, ma sia Stephanie McMahon che lo stesso Rusev hanno rifiutato. Nella puntata di Raw del 9 marzo Cena ha attaccato Rusev rinchiudendolo nella STF, rifiutandosi in seguito di lasciare la presa anche se Rusev aveva ceduto. Cena ha continuato a mantenere la presa fino a quando Lana gli ha concesso un rematch per lo United States Championship contro Rusev a WrestleMania.
Nella puntata di Raw del 20 ottobre 2014, Randy Orton, Kane e Seth Rollins (al tempo membri dell'Authority) hanno sconfitto John Cena e Dean Ambrose in un 3-on-2 Handicap Street Fight match. Al termine del match, dopo un dissenso tra Orton e Rollins, quest'ultimo ha eseguito un Curb Stomp ai danni di Orton. Nella puntata di Raw del 27 ottobre, Orton si è vendicato effettuando una RKO su Rollins. Nella puntata di Raw del 3 novembre Orton ha attaccato Rollins durante un match di quest'ultimo contro l'allora Intercontinental Champion Dolph Ziggler; di conseguenza Orton ha chiesto all'Authority di avere un match contro Rollins e Triple H lo ha accontentato, in modo tale da mantenere lo stesso Orton all'interno dell'Authority. Successivamente, dopo che il match è stato vinto da Rollins, Orton ha iniziato ad attaccare tutti i membri dell'Authority lasciando la stable ed effettuando un turn face; salvo poi essere colpito da un Curb Stomp di Rollins, il quale lo infortuna (kayfabe) e lo costringe ad assentarsi per diversi mesi. Il 22 febbraio 2015, a Fastlane, Orton ha fatto il suo ritorno per attaccare l'Authority. Nella puntata di SmackDown del 12 marzo Orton ha sfidato Rollins ad un match per WrestleMania 31. Nella puntata di Raw del 16 marzo, Rollins ha accettato la sfida di Orton.
Nella puntata di Raw del 2 marzo Paige ha sconfitto la Divas Champion Nikki Bella per squalifica a causa dell'interferenza di Brie Bella; dunque Nikki è rimasta campionessa. In seguito Brie e Nikki hanno continuato ad attaccare Paige, finché AJ Lee non ha fatto il suo ritorno aiutando Paige. Nella puntata di Raw del 9 marzo è stato annunciato che le Bella Twins avrebbero affrontato AJ e Paige a WrestleMania 31.
Il 22 febbraio, a Fastlane, Cesaro e Tyson Kidd hanno sconfitto gli Usos (Jey Uso e Jimmy Uso) conquistando così il WWE Tag Team Championship. Nella puntata di Raw del 23 marzo è stato annunciato che Kidd e Cesaro avrebbero difeso i titoli di coppia in un Fatal 4-Way Tag Team match contro i Los Matadores (Diego e Fernando), il New Day (Big E e Kofi Kingston) e gli Usos nel Kick-off di WrestleMania 31.

## Risultati
| #       | Incontri | Stipulazioni                                                                                                 | Durata |
| ------- | --- | --- | ------ |
| Kickoff | Cesaro e Tyson Kidd (c) (con Natalya) hanno sconfitto i Los Matadores (con El Torito), il New Day (Big E e Kofi Kingston) (con Xavier Woods) e gli Usos (con Naomi) | Fatal four-way tag team match per il WWE Tag Team Championship                                               | 09:58  |
| Kickoff | Big Show ha vinto eliminando per ultimo Damien Sandow | André the Giant Memorial Battle Royal                                                                        | 18:05  |
| 1       | Daniel Bryan ha sconfitto Bad News Barrett (c), Dean Ambrose, Dolph Ziggler, Luke Harper, R-Truth e Stardust                                                        | Ladder match per il WWE Intercontinental Championship                                                        | 13:47  |
| 2       | Randy Orton ha sconfitto Seth Rollins (con Jamie Noble e Joey Mercury)                                                                                              | Single match                                                                                                 | 13:15  |
| 3       | Triple H ha sconfitto Sting | No-disqualification match                                                                                    | 18:36  |
| 4       | AJ Lee e Paige hanno sconfitto le Bella Twins | Tag team match                                                                                               | 06:42  |
| 5       | John Cena ha sconfitto Rusev (c) (con Lana) | Single match per il WWE United States Championship                                                           | 14:31  |
| 6       | The Undertaker ha sconfitto Bray Wyatt | Single match                                                                                                 | 15:12  |
| 7       | Seth Rollins ha sconfitto Brock Lesnar (c) (con Paul Heyman) e Roman Reigns                                                                                         | Triple threat match per il WWE World Heavyweight Championship Seth Rollins ha incassato il Money in the Bank | 16:43  |

### André the Giant Memorial Battle Royal

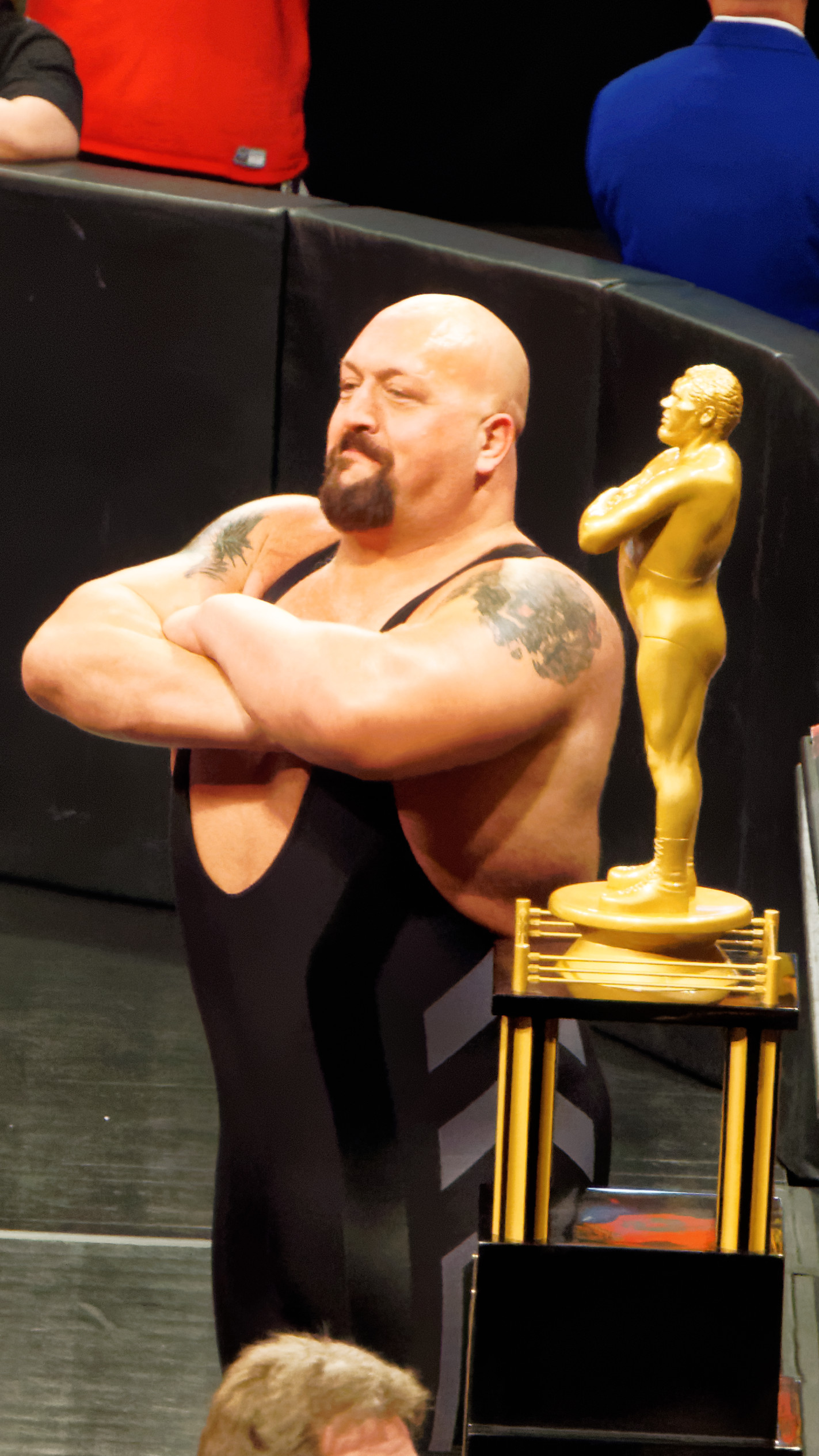
Big Show, il vincitore dell'André the Giant Memorial Battle Royal.

– Wrestler di NXT
| N° eliminazione | Wrestler       | Eliminato da            |
| --------------- | -------------- | ----------------------- |
| 1°              | Curtis Axel    | Tutti i partecipanti    |
| 2°              | Adam Rose      | Fandango                |
| 3°              | Fandango       | Adam Rose               |
| 4°              | Alex Riley     | Damien Mizdow e The Miz |
| 5°              | Zack Ryder     | Bo Dallas               |
| 6°              | Bo Dallas      | Hideo Itami             |
| 7°              | Hideo Itami    | Big Show                |
| 8°              | Diego Fernando | Kane                    |
| 10°             | Sin Cara       | Cesaro                  |
| 11°             | Tyson Kidd     | Mark Henry              |
| 12°             | Mark Henry     | Konnor e Viktor         |
| 13°             | Konnor Viktor  | Ryback                  |
| 15°             | Darren Young   | Ryback                  |
| 16°             | Heath Slater   | Ryback                  |
| 17°             | Titus O'Neil   | Ryback                  |
| 18°             | Jack Swagger   | Big Show                |
| 19°             | Big E          | Big Show                |
| 20°             | Xavier Woods   | Big Show                |
| 21°             | Kofi Kingston  | Big Show                |
| 22°             | Erick Rowan    | Big Show                |
| 23°             | Goldust        | Ryback                  |
| 24°             | Kane           | Cesaro                  |
| 25°             | Jimmy Uso      | Big Show                |
| 26°             | Cesaro         | Big Show                |
| 27°             | Ryback         | Big Show                |
| 28°             | The Miz        | Damien Mizdow           |
| 29°             | Damien Mizdow  | Big Show                |
| Vincitore       | Big Show       | —                       |

## Curiosità
- Per la prima volta nella storia di WrestleMania è stato presente il tavolo dei commentatori italiani, con Luca Franchini e Michele Posa.
- È stata la sesta edizione di WrestleMania a svolgersi in un'arena all'aperto.
- Per la prima volta da WrestleMania X8 (2002) non vi è stato alcun match con una durata superiore ai venti minuti.
- Sting è stato l'esordiente più anziano a debuttare a WrestleMania, all'età di 56 anni e 9 giorni.
- Rusev è stato sconfitto per schienamento dopo 15 mesi di imbattibilità dal suo debutto nel roster principale della WWE.
- Per la prima volta nella storia, il Money in the Bank è stato incassato a WrestleMania; inoltre, sempre per la prima volta, l'incasso è avvenuto durante un match e non dopo.